# Riben (distrikt i Bulgarien)
Riben (bulgariska: Рибен) är ett distrikt i Bulgarien.   Det ligger i kommunen Obsjtina Dolna Mitropolija och regionen Pleven, i den centrala delen av landet, 140 km nordost om huvudstaden Sofia.
Trakten runt Riben består till största delen av jordbruksmark. Runt Riben är det ganska tätbefolkat, med 179 invånare per kvadratkilometer.